# Danh sách tranh vẽ của Pieter Bruegel Già

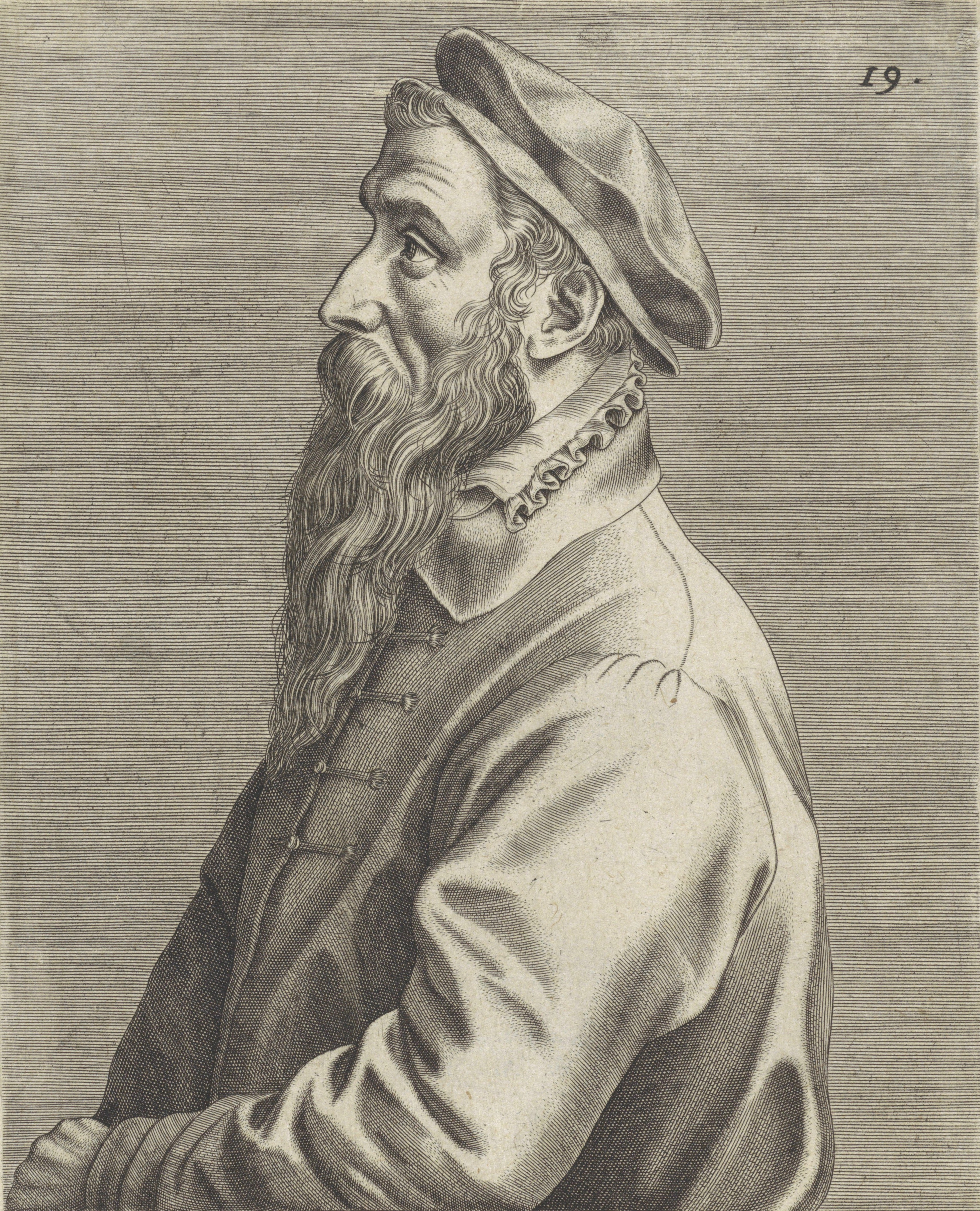
Chân dung Pieter Bruegel Già của Jan Wierix (1572)

Pieter Bruegel (khoảng 1525–1569) hay được biết đến với cái tên Pieter Bruegel Già hoặc Pieter Bruegel Cha, là họa sĩ người Flemish tạo ra nhiều  tranh in trong phần lớn cuộc đời, được công nhận là bậc thầy trong lĩnh vực này. Ông bắt đầu vẽ tranh trong mười năm cuối đời. Bruegel Già chủ yếu vẽ tranh sinh hoạt và phong cảnh. Ngày nay, tranh của ông được lưu giữ trong những viện bảo tàng hàng đầu trên thế giới cũng như các bộ sưu tập cá nhân. Họa phẩm Bruegel Già được coi là "đỉnh cao nghệ thuật Phục Hưng Hà Lan".
Nhiều nhà phê bình nghệ thuật đã nghiên cứu, tìm kiếm cũng như đánh giá  tranh của Bruegel Già. Trong số đó phải kể đến nhà sử học nghệ thuật Ludwig Munz, người đã tạo ra danh mục họa phẩm Bruegel: The Drawings. Complete Edition (Bruegel: Tranh vẽ. Ấn bản hoàn chỉnh) (1961) và nhà nghiên cứu Hans Mielke viết sách về các họa phẩm của Bruegel Già từ năm 1979.
Di sản nghệ thuật của Pieter Bruegel Già không nhiều, chỉ vài chục bức tranh được xác nhận do ông vẽ, trong đó có 4 bức thuộc diện nghi ngờ về tác giả có thể là người khác. Nghiên cứu giám định tranh và công bố thuộc về Bruegel được thực hiện qua công trình của Viện Lịch sử Nghệ thuật Hà Lan (RKD).

## Danh sách
Danh sách liệt kê tất cả các bức tranh đã biết của Pieter Bruegel Già, được sắp xếp theo thứ tự thời gian sáng tác và được chia thành hai phần: phần thứ nhất gồm những tác phẩm được xác minh chắc chắn là của Bruegel Già, phần còn lại vẫn còn trong diện nghi vấn hoặc tranh cãi về tác giả. Mỗi bức tranh sẽ cung cấp thông tin: tên gọi bằng tiếng Việt trong giới mỹ thuật (hoặc phỏng dịch theo tiếng Hà Lan), tên bằng tiếng Hà Lan, năm sáng tác, chất liệu sáng tác, kích thước tính bằng cm và nơi lưu trữ hiện tại. Cột "Ghi chú" chủ yếu đưa đến các liên kết tới trang web chính thức của cơ quan đang lưu trữ hoặc Viện Lịch sử Nghệ thuật Hà Lan (RKD).
Danh sách không bao gồm những tác phẩm đã bị thất lạc hoặc hủy hoại mà không còn bản sao tin cậy tương ứng. Ví dụ, tư liệu về nguồn gốc năm bức tranh các giai đoạn trong năm (mùa) gợi ý rằng còn một bức thứ sáu nữa mô tả tháng 4 - tháng 5, tuy nhiên không thể biết được bức tranh này trông như thế nào. Hay hiện nay vẫn còn một số bức tranh của các họa sĩ khác sáng tác dựa trên tranh Bruegel Già nhưng nguyên mẫu thì đã thất lạc. Đó là trường hợp tại Bảo tàng Nghệ thuật Philadelphia hiện đang lưu bức Kẻ chăn bất tín và một phiên bản khác biệt của Vũ điệu đám cưới.
Nếu không có bài viết về bức tranh trong Wikipedia tiếng Việt, một liên kết đến bài viết tương ứng trong Wikipedia tiếng Hà Lan hoặc ngôn ngữ khác sẽ được cung cấp.

### Đã xác minh tác giả
Một trong những dấu hiệu dễ thấy được dùng để xác định tranh của Bruegel Già chính là họ của tác giả kèm với năm sáng tác, nhưng cách viết tên cũng thay đổi. Trước năm 1559, tác giả thường ký tên "Brueghel" bằng chữ Gothic nhỏ. Sau đó, ông bỏ chữ "H" đi và ký bằng chữ Latin thành "BREVGEL". Nếu thiếu ngày tháng trên tranh thì thời gian chỉ mang tính ước đoán. Bức tranh sớm nhất hiện có được vẽ năm 1553 và muộn nhất là năm 1568, một năm trước khi Bruegel Già qua đời. Tư liệu có ghi chép về tranh của Bruegel Già sáng tác từ năm 1551 nhưng nay không còn tồn tại hoặc chưa tìm thấy.
| Tranh | Tên gọi | Năm                | Chất liệu        | Kích thước (cm) | Chữ ký                                                          | Nơi lưu trữ, trưng bày                                 | Ghi chú                        |
| ----- | --- | ------------------ | ---------------- | --------------- | --------------------------------------------------------------- | ------------------------------------------------------ | ------------------------------ |
|       | Phong cảnh khi Chúa Giêsu hiện diện ở Hồ Tiberias (tiếng Hà Lan: Landschap met de verschijning van Christus aan het meer van Tiberias) | 1553               | Sơn dầu trên gỗ  | 67×100          | P.BRVEGHEL / 1553 (góc trái bên dưới)                           | Bộ sưu tập cá nhân                                     | [ 15 ]                         |
|       | Sự tôn thờ của các hiền sĩ (tiếng Hà Lan: De aanbidding door de wijzen)                                                                | khoảng 1556        | Màu keo trên vải | 124 × 169       | không có                                                        | Bảo tàng Mỹ thuật Hoàng gia, Brussel (Bỉ)              | [ 16 ]                         |
|       | Mười hai châm ngôn (tiếng Hà Lan: Twaalf spreekwoorden)                                                                                | 1558               | Sơn dầu trên gỗ  | 74,5 × 98,4     | 15[.]8 BRVEGHEL                                                 | Bảo tàng Mayer van den Bergh, Antwerpen (Bỉ)           | [ 17 ] [ 18 ]                  |
|       | Tục ngữ Hà Lan (tiếng Hà Lan: Nederlandse Spreekwoorden)                                                                               | 1559               | Sơn dầu trên gỗ  | 117 × 163       | BRVEGEL 1559                                                    | Gemäldegalerie, Berlin (Đức)                           | [ 20 ]                         |
|       | Trận chiến giữa Carnival và Lent (tiếng Hà Lan: De strijd tussen Vasten en Vastenavond)                                                | 1559               | Sơn dầu trên gỗ  | 118 × 164,5     | BRVEGEL 1559 (góc trái bên dưới, viết ghép V và E)              | Bảo tàng Lịch sử Nghệ thuật, Viên (Áo)                 | [ 22 ] [ 23 ]                  |
|       | Trò chơi của trẻ em (tiếng Hà Lan: Kinderspelen)                                                                                       | 1560               | Sơn dầu trên gỗ  | 118 × 161       | BRVEGEL 1560 (góc phải bên dưới)                                | Bảo tàng Lịch sử Nghệ thuật, Viên (Áo)                 | [ 25 ] [ 26 ]                  |
|       | Phong cảnh khi Icarus rơi (tiếng Hà Lan: De val van Icarus)                                                                            | Thập niên 1560     | Sơn dầu trên vải | 73,5 × 112      | không có                                                        | Bảo tàng Mỹ thuật Hoàng gia, Brussel (Bỉ)              | Bản sao từ nguyên tác thất lạc |
|       | Phong cảnh khi Icarus rơi (tiếng Hà Lan: De val van Icarus)                                                                            | nửa cuối Thế kỷ 16 | Sơn dầu trên gỗ  | 63 × 90         | không có                                                        | Bảo tàng Van Buuren, Brussel (Bỉ)                      | Bản sao từ nguyên tác thất lạc |
|       | Thiên thần sa ngã (tiếng Hà Lan: De aartsengel Michaël doodt de apocalyptische draak)                                                  | 1562               | Sơn dầu trên gỗ  | 117 × 162       | M.D.LXII / BRVEGEL (góc trái bên dưới)                          | Bảo tàng Mỹ thuật Hoàng gia, Brussel (Bỉ)              | [ 30 ] [ 31 ]                  |
|       | Dulle Griet (tiếng Hà Lan: Dulle Griet)                                                                                                | 1562               | Sơn dầu trên gỗ  | 117,4 × 162     | [...] MDLXI[.] (phần còn lại)                                   | Bảo tàng Mayer van den Bergh, Antwerpen (Bỉ)           | [ 33 ] [ 34 ]                  |
|       | Khúc khải hoàn của thần chết (tiếng Hà Lan: De triomf van de Dood)                                                                     | khoảng 1562        | Sơn dầu trên gỗ  | 117 × 162       | không có                                                        | Bảo tàng Prado, Madrid (Tây Ban Nha)                   | [ 36 ] [ 37 ]                  |
|       | Hai con khỉ (tiếng Hà Lan: Twee aapjes)                                                                                                | 1562               | Sơn dầu trên vải | 20 × 23         | BRVEGEL M.D.LXII (góc trái bên dưới)                            | Gemäldegalerie, Berlin (Đức)                           | [ 38 ] [ 39 ]                  |
|       | Vua Saul tự vẫn (tiếng Hà Lan: De zelfmoord van Saul)                                                                                  | 1562               | Sơn dầu trên gỗ  | 33,5 × 55       | SAVL. XXXI. CAPIT. và BRVEGEL. M.CCCCC.LXII (góc trái bên dưới) | Bảo tàng Lịch sử Nghệ thuật, Viên (Áo)                 | [ 40 ] [ 41 ]                  |
|       | Chân dung bà nông dân (tiếng Hà Lan: Hoofd van een boerin)                                                                             | 1563               | Sơn dầu trên gỗ  | 22 × 18         | không có                                                        | Alte Pinakothek, München (Đức)                         | [ 42 ] [ 43 ]                  |
|       | Trốn sang Ai Cập (tiếng Hà Lan: De vlucht naar Egypte)                                                                                 | 1563               | Sơn dầu trên gỗ  | 37,1 × 55,6     | BRVEGEL MDLXIII (góc phải bên dưới)                             | Học viện mỹ thuật Courtauld, Luân Đôn (Anh)            | [ 44 ] [ 45 ] [ 46 ]           |
|       | Tháp Babel (tiếng Hà Lan: De Toren van Babel)                                                                                          | 1563               | Sơn dầu trên gỗ  | 114 × 155       | BRVEGEL. FE. M.CCCCC.LXIII (góc trái bên dưới)                  | Bảo tàng Lịch sử Nghệ thuật, Viên (Áo)                 | [ 48 ] [ 49 ]                  |
|       | Tháp Babel (tiếng Hà Lan: De Toren van Babel)                                                                                          | khoảng 1565        | Sơn dầu trên gỗ  | 60 × 74,5       | không có                                                        | Bảo tàng Boijmans Van Beuningen, Rotterdam (Hà Lan)    | [ 50 ] [ 51 ]                  |
|       | Sự tôn thờ của các hiền sĩ (tiếng Hà Lan: De aanbidding van de Wijzen)                                                                 | 1564               | Sơn dầu trên gỗ  | 111,1 × 83,2    | BRVEGEL M.D.LXIIII (góc phải bên dưới)                          | Bảo tàng Quốc gia Luân Đôn (Anh)                       | [ 52 ] [ 53 ]                  |
|       | Đức Mẹ Maria qua đời (tiếng Hà Lan: De dood van Maria)                                                                                 | 1564               | Sơn dầu trên gỗ  | 36 × 55         | BRVEGEL [...]                                                   | Upton House, Warwickshire (Anh)                        | [ 54 ] [ 55 ] [ 56 ]           |
|       | Chúa Giêsu mang thập tự (tiếng Hà Lan: De kruisdraging)                                                                                | 1564               | Sơn dầu trên gỗ  | 124 × 170       | BRVEGEL. MD.LXIIII (góc phải bên dưới)                          | Bảo tàng Lịch sử Nghệ thuật, Viên (Áo)                 | [ 57 ] [ 58 ]                  |
|       | Những người thợ săn trong tuyết (tiếng Hà Lan: Jagers in de sneeuw)                                                                    | 1565               | Sơn dầu trên gỗ  | 117 x 162       | BRVEGEL. M.D.LXV (chính giữa bên dưới)                          | Bảo tàng Lịch sử Nghệ thuật, Viên (Áo)                 | [ 60 ] [ 61 ]                  |
|       | Đàn gia súc trở về (tiếng Hà Lan: Het terugdrijven van het vee)                                                                        | 1565               | Sơn dầu trên gỗ  | 117 × 159       | BRVEGEL MDLXV (góc trái bên dưới)                               | Bảo tàng Lịch sử Nghệ thuật, Viên (Áo)                 | [ 62 ] [ 63 ]                  |
|       | Mùa rơm (tiếng Hà Lan: De hooioogst)                                                                                                   | 1565               | Sơn dầu trên gỗ  | 117 × 161       | không có, chữ ký sai được loại bỏ năm 1931                      | Điện Lobkowicz tại Lâu đài Praha (Séc)                 | [ 65 ] [ 66 ]                  |
|       | Gặt lúa mì (tiếng Hà Lan: De korenoogst)                                                                                               | 1565               | Sơn dầu trên gỗ  | 119 × 162       | BRVEGEL / [MD]LXV (góc phải bên dưới)                           | Viện bảo tàng Mỹ thuật Metropolitan, New York (Hoa Kỳ) | [ 68 ] [ 69 ]                  |
|       | Ngày u ám (tiếng Hà Lan: De sombere dag)                                                                                               | 1565               | Sơn dầu trên gỗ  | 118 × 163       | BRVEGEL [MDLX]V (phần còn lại, góc trái bên dưới)               | Bảo tàng Lịch sử Nghệ thuật, Viên (Áo)                 | [ 70 ] [ 71 ]                  |
|       | Phong cảnh mùa đông với những người trượt băng và bẫy chim (tiếng Hà Lan: Winterlandschap met schaatsers en vogelknip)                 | 1565               | Sơn dầu trên gỗ  | 37 x 55,5       | BRVEGEL / M.D.LXV (góc phải bên dưới)                           | Bảo tàng Mỹ thuật Hoàng gia, Brussel (Bỉ)              | [ 72 ] [ 73 ]                  |
|       | Chúa Giêsu và người đàn bà ngoại tình (tiếng Hà Lan: Christus en de overspelige vrouw)                                                 | khoảng 1565        | Sơn dầu trên gỗ  | 24 × 34         | BRVEGEL.M.D.LXV (góc trái bên dưới)                             | Học viện mỹ thuật Courtauld, Luân Đôn (Anh)            | [ 74 ] [ 75 ] [ 76 ]           |
|       | Giết các hài nhi thành Bethlehem (tiếng Hà Lan: De kindermoord te Bethlehem)                                                           | khoảng 1565-1567   | Sơn dầu trên gỗ  | 109,2 × 158,1   | không có                                                        | Bộ sưu tập hoàng gia, Lâu đài Windsor (Anh)            | [ 77 ] [ 78 ]                  |
|       | Rượu ngày thánh Martin (tiếng Hà Lan: De Wijn van het Sint-Maartensfeest)                                                              | 1565-1568          | Màu keo trên vải | 148 × 270,5     | [...] BRVEGEL / M.D.L [...] (góc trái bên dưới)                 | Bảo tàng Prado, Madrid (Tây Ban Nha)                   | [ 79 ]                         |
|       | Điều tra dân số ở Bethlehem (tiếng Hà Lan: De volkstelling te Bethlehem)                                                               | 1566               | Sơn dầu trên gỗ  | 115,5 × 163,5   | BRVEGEL / 1566 (góc phải bên dưới)                              | Bảo tàng Mỹ thuật Hoàng gia, Brussel (Bỉ)              | [ 81 ] [ 82 ]                  |
|       | Thiên đường Cockaigne (tiếng Hà Lan: Luilekkerland)                                                                                    | 1566               | Sơn dầu trên gỗ  | 52 × 78         | M.DLXVII / BRVEGEL (góc trái bên dưới)                          | Alte Pinakothek, München (Đức)                         | [ 84 ] [ 85 ]                  |
|       | Giăng Baptit giảng đạo (tiếng Hà Lan: De prediking van Johannes de Doper)                                                              | 1566               | Sơn dầu trên gỗ  | 95 × 160,5      | BRVEGEL M.D.LXVI                                                | Bảo tàng Mỹ thuật, Budapest (Hungary)                  | [ 86 ] [ 87 ]                  |
|       | Vũ điệu đám cưới (tiếng Hà Lan: De boerenbruiloftsdans)                                                                                | khoảng 1566        | Sơn dầu trên gỗ  | 119,4 × 157,5   | MDLXVI                                                          | Viện Nghệ thuật, Detroit (Hoa Kỳ)                      | [ 89 ] [ 90 ]                  |
|       | Sự tôn thờ của các hiền sĩ giữa tuyết (tiếng Hà Lan: De aanbidding van de Wijzen in de sneeuw)                                         | 1567               | Màu keo trên gỗ  | 35 × 55         | M.D.LXIII BRVEGEL hoặc M.D.LXVII BRVEGEL (góc trái bên dưới)    | Am Römerholz, Winterthur (Thụy Sĩ)                     | [ 91 ] [ 92 ]                  |
|       | Phaolô cải đạo (tiếng Hà Lan: De bekering van Paulus)                                                                                  | 1567               | Sơn dầu trên gỗ  | 108 × 156       | BRVEGEL. M.D.LXVII (góc phải bên dưới)                          | Bảo tàng Lịch sử Nghệ thuật, Viên (Áo)                 | [ 93 ] [ 94 ]                  |
|       | Những người què (tiếng Hà Lan: De kreupelen)                                                                                           | 1568               | Sơn dầu trên gỗ  | 18,5 × 21,5     | BRVEGEL.M.D.LXVIII (góc trái bên dưới)                          | Viện bảo tàng Louvre, Paris (Pháp)                     | [ 95 ] [ 96 ]                  |
|       | Ba người lính (tiếng Hà Lan: Drie soldaten)                                                                                            | 1568               | Sơn dầu trên gỗ  | 20,3 × 17,8     | BRVEGEL.M.D.LXVIII (góc trái bên dưới)                          | Bộ sưu tập Frick, New York (Hoa Kỳ)                    | [ 97 ] [ 98 ]                  |
|       | Chim ác là trên giá treo cổ (tiếng Hà Lan: De ekster op de galg)                                                                       | 1568               | Sơn dầu trên gỗ  | 45,9 × 50,8     | BRVEGEL 1568 (góc phải bên dưới)                                | Hessisches Landesmuseum Darmstadt, Darmstadt (Đức)     | [ 100 ]                        |
|       | Truyện ngụ ngôn của người mù (tiếng Hà Lan: De parabel van de blinden)                                                                 | 1568               | Màu keo trên vải | 86 × 154        | BRVEGEL M.D.LX.VIII (góc trái bên dưới)                         | Bảo tàng quốc gia Capodimonte, Napoli (Ý)              | [ 102 ] [ 103 ]                |
|       | Kẻ ghét đời (tiếng Hà Lan: De misantroop)                                                                                              | 1568               | Màu keo trên vải | 86 × 85         | BRVEGEL 1568 (góc phải bên dưới trên khung tranh)               | Bảo tàng quốc gia Capodimonte, Napoli (Ý)              | [ 104 ] [ 105 ]                |
|       | Đám cưới thôn quê (tiếng Hà Lan: De boerenbruiloft)                                                                                    | 1568               | Sơn dầu trên gỗ  | 114 × 164       | không có                                                        | Bảo tàng Lịch sử Nghệ thuật, Viên (Áo)                 | [ 107 ] [ 108 ]                |
|       | Vũ điệu nông dân (tiếng Hà Lan: De dorpskermis)                                                                                        | 1568               | Sơn dầu trên gỗ  | 114 × 164       | BRVEGEL (góc phải bên dưới)                                     | Bảo tàng Lịch sử Nghệ thuật, Viên (Áo)                 | [ 110 ] [ 111 ]                |
|       | Đứa phá tổ chim (tiếng Hà Lan: De nestenrover)                                                                                         | 1568               | Sơn dầu trên gỗ  | 59,3 × 68,3     | BRVEGEL M.D.LXVIII (góc phải bên dưới, được phục chế)           | Bảo tàng Lịch sử Nghệ thuật, Viên (Áo)                 | [ 112 ] [ 113 ]                |

### Nghi vấn về tác giả
Pieter Bruegel Già có hai người con trai là Pieter Bruegel Trẻ (1564–1638) và Jan Bruegel Già (1568–1625) đều chung một trường phái mỹ thuật. Bruegel Trẻ thừa hưởng xưởng vẽ và tạo ra hàng loạt bản sao từ tranh nguyên tác của cha, nhiều bản không ký tên hoặc đề năm sáng tác. Ngoài ra, Bruegel Trẻ ký tên "BRVEGEL" và từ khoảng 1620 là "BRVEGHEL", Jan cũng dùng cả hai chữ ký này. Điều này gây khó khăn cho công tác giám định của các sử gia mỹ thuật, ngay cả khi trên tranh có chữ ký.
Danh sách đã loại bỏ các tranh vốn được coi là của Bruegel Già nhưng bị kết quả giám định phủ nhận.
| Tranh | Tên gọi                                                                                    | Năm         | Chất liệu       | Kích thước (cm) | Chữ ký                 | Nơi lưu trữ, trưng bày                                       | Ghi chú |
| ----- | ------------------------------------------------------------------------------------------ | ----------- | --------------- | --------------- | ---------------------- | ------------------------------------------------------------ | --- |
|       | Hải chiến vịnh Napoli (tiếng Hà Lan: Gezicht op de baai van Napels)                        | 1560        | Sơn dầu trên gỗ | 42,2 × 71,2     | không có               | Phòng trưng bày Doria Pamphilj, Roma (Ý)                     | Tác giả là Bruegel Già hoặc học trò |
|       | Đẩy thằng say vào chuồng lợn (tiếng Hà Lan: Dronken man wordt in de varkensstal geduwd)    | khoảng 1568 | Sơn dầu trên gỗ | Đường kính 18   | M.D.L.VII [PB]REVG[EL] | Bộ sưu tập cá nhân (Bán tại nhà đấu giá Christie's năm 2002) | Phong cách, kỹ thuật, chủ đề và cách vẽ rất giống với Mười hai châm ngôn của Bruegel Già |
|       | Dụ ngôn người gieo giống (tiếng Hà Lan: Landschap met de parabel van de zaaier)            | 1557        | Sơn dầu trên gỗ | 73,7 × 102,9    | [...]VEGHEL [.]557     | Bảo tàng Mỹ thuật Timken, San Diego (Hoa Kỳ)                 | Tác giả vốn được cho là Bruegel Già; tuy nhiên, qua nhiều lần phục chế, không thể xác định được chính xác người vẽ |
|       | Chúa Giêsu dẹp sạch đền thờ (tiếng Hà Lan: Christus jaagt de geldwisselaars uit de tempel) | 1557        | Sơn dầu trên gỗ | 102 × 155       | không có               | Bảo tàng Nghệ thuật Quốc gia Copenhagen (Đan Mạch)           | Viện Lịch sử Nghệ thuật Hà Lan coi bức tranh này là tác phẩm của Bruegel Già. Nhưng vào năm 2010, Bảo tàng Nghệ thuật Quốc gia Copenhagen, Bảo tàng Nghệ thuật Kadriorg, Bảo tàng Glasgow và một số tổ chức khác đặt ra nghi vấn tác giả là Bruegel Già hay Hieronymus Bosch |